# Lucas Naim Pérez
Lucas Naim Pérez (Viedma, Río Negro, 18 de diciembre de 1987) es un basquetbolista argentino que se desempeña como base en San Lorenzo de la Liga Nacional de Básquet de Argentina.

## Trayectoria

### Clubes
| Club                           | País      | Año             |
| ------------------------------ | --------- | --------------- |
| Villa Congreso                 | Argentina | 2003 - 2005     |
| Sol de Mayo                    | Argentina | 2005            |
| Virtus Basket Padova           | Italia    | 2005 - 2006     |
| Pallacanestro Scandiano        | Italia    | 2006 - 2007     |
| El Nacional Monte Hermoso      | Argentina | 2007 - 2008     |
| Gimnasia y Esgrima de La Plata | Argentina | 2008 - 2009     |
| El Nacional Monte Hermoso      | Argentina | 2009 - 2010     |
| La Unión de Formosa            | Argentina | 2010 - 2012     |
| Sportivo Ferrocarril           | Argentina | 2012            |
| Lanús                          | Argentina | 2012 - 2013     |
| Argentino de Junín             | Argentina | 2013 - 2014     |
| Newbery de Carmen de Patagones | Argentina | 2014            |
| Quimsa                         | Argentina | 2014 - 2015     |
| Newbery de Carmen de Patagones | Argentina | 2016            |
| Quimsa                         | Argentina | 2015 - 2016     |
| Boca Juniors                   | Argentina | 2016 - 2018     |
| Gimnasia y Esgrima (CR)        | Argentina | 2018 - 2019     |
| Deportivo Viedma               | Argentina | 2019            |
| La Unión de Formosa            | Argentina | 2019 - 2020     |
| Estudiantes Concordia          | Argentina | 2020            |
| Lanús                          | Argentina | 2021            |
| San Lorenzo                    | Argentina | 2021 - 2024     |
| Búcaros                        | Colombia  | 2024            |
| San Lorenzo                    | Argentina | 2024 - Presente |